# Procerocymbium
Genre
Procerocymbium est un genre d'araignées aranéomorphes de la famille des Linyphiidae.

## Distribution
Les espèces de ce genre se rencontrent en Russie et au Canada.

## Liste des espèces
Selon World Spider Catalog (version 16.5, 21/11/2015) :
- Procerocymbium buryaticum Marusik & Koponen, 2001
- Procerocymbium dondalei Marusik & Koponen, 2001
- Procerocymbium jeniseicum Marusik & Koponen, 2001
- Procerocymbium sibiricum Eskov, 1989

## Publication originale
- Eskov, 1989 : New monotypic genera of the spider family Linyphiidae (Aranei) from Siberia: Communication 1. Zoologičeskij Žurnal, vol. 68, no 9, p. 68-78.